# Изменчив хибискус
Изменчивият хибискус (Hibiscus mutabilis), известен още като конфедератска роза, е вид цъфтящо растение от семейство Слезови, дълго култивирано заради своите ефектни цветове. Първоначално родом в Югоизточен Китай и съседни страни, сега се среща на всички континенти, с изключение на Антарктида.

## Наименования и етимология
Изменчивият хибискус е известен още като конфедератска роза (Confederate rose), dixie rosemallow и памучно розово цвете (cotton rosemallow). В миналото е имало период, в който изменчивият хибискус е бил много често срещан в района на Конфедеративните американски щати, откъдето е получил името си. Нарича се и „изменчив“ заради своите цветове, които променят своя цвят от бял в розов или червен.

## Описание
Изменчивият хибискус има храстовидна или дървесна форма. Цветовете могат да бъдат двойни или единични и да са с диаметър 10 – 15 cm; те се отварят в бяло или розово и се променят към наситено червено до вечерта. Единичните цъфтящи цветя обикновено са чашковидни. Сезонът на цъфтеж обикновено продължава от лятото до есента. Когато не измръзва, изменчивият хибискус може да достигне височина от 1,5 – 1,8 m с дървесен ствол.

## Отглеждане
Изменчивият хибискус има много бърз темп на растеж. Расте добре на пряка слънчева светлина или на частична сянка и предпочита богата, добре дренирана почва.
Размножаването чрез коренови резници е най-лесно в началото на пролетта, но резници могат да се вземат почти по всяко време. Размножава се и чрез семена.

## Промяна цвета на цветовете

### Цветово
Цветовете са бели сутрин, по обяд стават розови и червени вечер, същия ден. При лабораторни условия промяната на цвета на венчелистчетата е по-бавна от тази на цветята при условия на открито. Температурата може да бъде важен фактор, влияещ върху скоростта на промяна на цвета, тъй като белите цветя, съхранявани в хладилника, остават бели, докато не се извадят на топло, след което бавно стават розови. Червените цветове остават на растенията няколко дни, преди да окапят.

### Тегло
Теглото на едно отделно цвете е 15,6 г, когато е бяло, 12,7 г, когато е розово и 11,0 г, когато е червено.

### Химичен състав
Съдържанието на антоциани в червените цветя е три пъти по-голямо от розовите цветя и осем пъти повече от белите. Има значително увеличение на фенолното съдържание, настъпваща с промяна на цвета. По антиоксидантни свойства на цветята на изменчивия хибискус реда е следния: червено > розово > бяло. Субраманиан и Наир постулират, че антоцианините в розовите и червените цветове на изменчивия хибискус се синтезират независимо, тъй като няма намаляване на фенолното съдържание. Въпреки това, Лоури допуска, че антоцианините се образуват чрез директна конверсия от флавоноли, тъй като имат структурни сходства.

## Сортове
- Rubra – с червени цветове
- и др.